# Текривал, Каника
Каника Текривал — индийская предпринимательница, главный исполнительный директор JetsetGo. Она самая младшая из богатейших женщин Индии. Основала первую в Индии организацию по лизингу самолётов.

## Личная жизнь
Каника родилась в семье марваров. У неё 10 частных самолётов. В 2012 году она основала JetsetGo. Её собственный капитал составляет 420 крор. Она училась в школе Лоуренса в Лавдейле, затем в старшей средней школе Джавахарлала Неру в Бхопале, родном городе её родителей, и окончила Университет Ковентри. Каника стала самой богатой женщиной в списке Hurun Rich List. Её компания в 2020-21 году обслужила 100 000 пассажиров и выполнила 6 000 рейсов. В возрасте 22 лет у неё диагностировали рак.

## Награды и отличия
- 100 женщин Би-би-си[16][17]
- Forbes 30 до 30 лет[18]
- Женщины, преображающие Индию, Организация Объединённых Наций[19][20]
- Национальная премия в области предпринимательства правительства Индии[21]
- Молодые глобальные лидеры, Всемирный экономический форум[22][23]
- Поздравлена Министерством гражданской авиации и правительством Индии[24]
- Получила звание «Королева неба» от Entrepreneur.com[25]